# Coppa del mondo di ciclocross 2017-2018
La Coppa del mondo di ciclocross 2017-2018, venticinquesima edizione della competizione, si è svolta in nove eventi tra il 17 settembre 2017 e il 28 gennaio 2018. Le gare sono state riservate alle categorie maschili Elite, Under-23 e Juniores e alla categoria femminile Elite.

## Uomini Elite

### Risultati
| N. | Data         | Città          | Prova                          | Vincitore            | Leader della Cl. generale |
| -- | ------------ | -------------- | ------------------------------ | -------------------- | ------------------------- |
| 1  | 17 settembre | Iowa City      | Jingle Cross                   | Mathieu van der Poel | Mathieu van der Poel      |
| 2  | 24 settembre | Waterloo       | Cyclo-Cross Collective Cup #2  | Mathieu van der Poel | Mathieu van der Poel      |
| 3  | 22 ottobre   | Koksijde       | Duinencross                    | Mathieu van der Poel | Mathieu van der Poel      |
| 4  | 19 novembre  | Bogense        | Cyclocross Bogense             | Mathieu van der Poel | Mathieu van der Poel      |
| 5  | 25 novembre  | Zeven          | Poldercross                    | Wout Van Aert        | Mathieu van der Poel      |
| 6  | 17 dicembre  | Namur          | Cyclo-cross de la Citadelle    | Wout Van Aert        | Mathieu van der Poel      |
| 7  | 26 dicembre  | Heusden-Zolder | Grote Prijs Eric De Vlaeminck  | Mathieu van der Poel | Mathieu van der Poel      |
| 8  | 21 gennaio   | Nommay         | Cyclo-cross de Nommay          | Mathieu van der Poel | Mathieu van der Poel      |
| 9  | 28 gennaio   | Hoogerheide    | Grote Prijs Adrie van der Poel | Mathieu van der Poel | Mathieu van der Poel      |

### Classifica generale
Classifiche finali.
| Pos. | Corridore              | Squadra             | IOW | WAT | KOK | BOG | ZEV | NAM | HEU | NOM | HOO | Punti |
| ---- | ---------------------- | ------------------- | --- | --- | --- | --- | --- | --- | --- | --- | --- | ----- |
| 1    | Mathieu van der Poel   | Corendon-Circus     | 1   | 1   | 1   | 1   | 2   | 3   | 1   | 1   | 1   | 695   |
| 2    | Wout Van Aert          | Crelan-Charles      | 14  | 7   | 3   | 2   | 1   | 1   | 3   | 2   | 2   | 585   |
| 3    | Toon Aerts             | Telenet-Fidea Lions | 7   | 8   | 11  | 3   | 3   | 2   | 8   | 3   | 7   | 493   |
| 4    | Michael Vanthourenhout | Marlux-Bingoal      | 6   | 4   | 8   | 9   | 5   | 5   | 9   | 5   | 3   | 474   |
| 5    | Laurens Sweeck         | ERA-Circus          | 2   | 21  | 4   | 7   | 19  | 8   | 2   | 6   | 4   | 466   |
| 6    | Kevin Pauwels          | Marlux-Bingoal      | 4   | 6   | 12  | 10  | 6   | 4   | 12  | 10  | 5   | 437   |
| 7    | Corné van Kessel       | Telenet-Fidea Lions | 12  | 2   | 14  | 6   | 4   | 6   | 6   | 18  | 12  | 428   |
| 8    | Tim Merlier            | Crelan-Charles      | 17  | 5   | 22  | 5   | 13  | 12  | 7   | 4   | 6   | 408   |
| 9    | Lars van der Haar      | Telenet-Fidea Lions | 5   | 17  | 2   | 4   | 11  | 19  | 4   |     | 9   | 395   |
| 10   | Daan Soete             | Telenet-Fidea Lions | 11  | 3   | 6   | 20  | 17  | 9   | 5   | 13  | 13  | 395   |

## Donne Elite

### Risultati
| N. | Data         | Città          | Prova                          | Vincitrice        | Leader della Cl. generale |
| -- | ------------ | -------------- | ------------------------------ | ----------------- | ------------------------- |
| 1  | 17 settembre | Iowa City      | Jingle Cross                   | Kateřina Nash     | Kateřina Nash             |
| 2  | 24 settembre | Waterloo       | Cyclo-Cross Collective Cup #2  | Sanne Cant        | Sanne Cant                |
| 3  | 22 ottobre   | Koksijde       | Duinencross                    | Maud Kaptheijns   | Sanne Cant                |
| 4  | 19 novembre  | Bogense        | Cyclocross Bogense             | Sanne Cant        | Sanne Cant                |
| 5  | 25 novembre  | Zeven          | Poldercross                    | Sanne Cant        | Sanne Cant                |
| 6  | 17 dicembre  | Namur          | Cyclo-cross de la Citadelle    | Evie Richards     | Sanne Cant                |
| 7  | 26 dicembre  | Heusden-Zolder | Grote Prijs Eric De Vlaeminck  | Sanne Cant        | Sanne Cant                |
| 8  | 21 gennaio   | Nommay         | Cyclo-cross de Nommay          | Katherine Compton | Sanne Cant                |
| 9  | 28 gennaio   | Hoogerheide    | Grote Prijs Adrie van der Poel | Sanne Cant        | Sanne Cant                |

### Classifica generale
Classifiche finali.
| Pos. | Corridore         | Squadra             | IOW | WAT | KOK | BOG | ZEV | NAM | HEU | NOM | HOO | Punti |
| ---- | ----------------- | ------------------- | --- | --- | --- | --- | --- | --- | --- | --- | --- | ----- |
| 1    | Sanne Cant        | Corendon-Circus     | 3   | 1   | 3   | 1   | 1   | 12  | 1   | 12  | 1   | 608   |
| 2    | Kaitlin Keough    | Cylance Pro Cycling | 2   | 2   | 8   | 3   | 11  | 6   | 16  | 2   | 5   | 501   |
| 3    | Eva Lechner       | Clif Pro Team       | 10  | 13  | 11  | 4   | 7   | 3   | 3   | 7   | 2   | 476   |
| 4    | Nikki Brammeier   | Boels-Dolmans       | 9   | 19  | 9   | 10  | 8   | 2   | 11  | 14  | 8   | 401   |
| 5    | Katherine Compton | KFC Racing-Trek     | 19  | 42  | 5   |     | 3   | 4   | 2   | 1   | 22  | 400   |
| 6    | Kateřina Nash     | Clif Pro Team       | 1   | 6   |     | 6   | 4   | 7   | 14  | 11  | 20  | 396   |
| 7    | Helen Wyman       | Kona Factory Team   | 16  | 25  | 7   | 2   | 2   | 15  | 27  | 4   | 27  | 393   |
| 8    | Ellen Van Loy     | Telenet-Fidea Lions | 12  | 7   | 12  | 5   | 23  | 11  | 8   | 9   | 15  | 375   |
| 9    | Maud Kaptheijns   | Crelan-Charles      | 5   | 10  | 1   |     | 28  | 18  | 9   | 19  | 10  | 351   |
| 10   | Sophie de Boer    | Breepark            | 4   | 4   | 2   | 11  | 5   | 13  | 37  |     |     | 337   |

## Uomini Under-23

### Risultati
| N. | Data        | Città          | Prova                          | Vincitore      | Leader della Cl. generale |
| -- | ----------- | -------------- | ------------------------------ | -------------- | ------------------------- |
| 1  | 22 ottobre  | Koksijde       | Duinencross                    | Thomas Pidcock | Thomas Pidcock            |
| 2  | 19 novembre | Bogense        | Cyclocross Bogense             | Thomas Pidcock | Thomas Pidcock            |
| 3  | 25 novembre | Zeven          | Poldercross                    | Eli Iserbyt    | Eli Iserbyt               |
| 4  | 17 dicembre | Namur          | Cyclo-cross de la Citadelle    | Thomas Pidcock | Eli Iserbyt               |
| 5  | 26 dicembre | Heusden-Zolder | Grote Prijs Eric De Vlaeminck  | Thomas Pidcock | Thomas Pidcock            |
| 6  | 21 gennaio  | Nommay         | Cyclo-cross de Nommay          | Thijs Aerts    | Thomas Pidcock            |
| 7  | 28 gennaio  | Hoogerheide    | Grote Prijs Adrie van der Poel | Eli Iserbyt    | Thomas Pidcock            |

### Classifica generale
Classifiche finali.
| Pos. | Corridore         | Squadra       | KOK  | BOG  | ZEV   | NAM   | HEU  | NOM  | HOO  | Punti |
| ---- | ----------------- | ------------- | ---- | ---- | ----- | ----- | ---- | ---- | ---- | ----- |
| 1    | Thomas Pidcock    | Gran Bretagna | 1    | 1    |       | 1     | 1    |      | (2)  | 240   |
| 2    | Eli Iserbyt       | Belgio        | (3)  | (2)  | 1     | 2     | 2    |      | 1    | 220   |
| 3    | Thijs Aerts       | Belgio        | 4    | (8)  | 2     | (10)  | 5    | 1    | (7)  | 185   |
| 4    | Adam Ťoupalík     | Rep. Ceca     | 2    | 5    | 8     | (9)   | 4    |      | (21) | 151   |
| 5    | Yannick Peeters   | Belgio        | (7)  | 7    | 4     | (28)  | (18) | 4    | 5    | 143   |
| 6    | Sieben Wouters    | Paesi Bassi   | 8    | 3    | (Rit) | 4     | 6    | 16   | 11   | 141   |
| 7    | Toon Vandebosch   | Belgio        | 6    | 4    | 6     | (19)  | (11) | (14) | 4    | 140   |
| 8    | Joris Nieuwenhuis | Paesi Bassi   | 11   | (16) | (Rit) | (Rit) | 3    | 7    | 3    | 138   |
| 9    | Joshua Dubau      | Francia       | (28) | (10) | 5     | 6     | 9    | 3    | (18) | 134   |
| 10   | Jakob Dorigoni    | Italia        |      | (22) | (Rit) | 5     | 7    | 12   | 8    | 108   |

## Uomini Junior

### Risultati
| N. | Data        | Città          | Prova                          | Vincitore        | Leader della Cl. generale |
| -- | ----------- | -------------- | ------------------------------ | ---------------- | ------------------------- |
| 1  | 22 ottobre  | Koksijde       | Duinencross                    | Pim Ronhaar      | Pim Ronhaar               |
| 2  | 19 novembre | Bogense        | Cyclocross Bogense             | Tomáš Kopecký    | Tomáš Kopecký             |
| 3  | 25 novembre | Zeven          | Poldercross                    | Pim Ronhaar      | Pim Ronhaar               |
| 4  | 17 dicembre | Namur          | Cyclo-cross de la Citadelle    | Loris Rouiller   | Pim Ronhaar               |
| 5  | 26 dicembre | Heusden-Zolder | Grote Prijs Eric De Vlaeminck  | Tomáš Kopecký    | Tomáš Kopecký             |
| 6  | 21 gennaio  | Nommay         | Cyclo-cross de Nommay          | Mees Hendrikx    | Tomáš Kopecký             |
| 7  | 28 gennaio  | Hoogerheide    | Grote Prijs Adrie van der Poel | Niels Vandeputte | Tomáš Kopecký             |

### Classifica generale
Classifiche finali.
| Pos. | Corridore        | Squadra       | KOK  | BOG  | ZEV  | NAM  | HEU  | NOM  | HOO   | Punti |
| ---- | ---------------- | ------------- | ---- | ---- | ---- | ---- | ---- | ---- | ----- | ----- |
| 1    | Tomáš Kopecký    | Rep. Ceca     | (3)  | 1    | 2    | (7)  | 1    | 3    | (4)   | 215   |
| 2    | Pim Ronhaar      | Paesi Bassi   | 1    | 3    | 1    | (8)  | (7)  |      | 5     | 200   |
| 3    | Mees Hendrikx    | Paesi Bassi   | (6)  | 2    | 3    | (6)  | (8)  | 1    | 3     | 200   |
| 4    | Loris Rouiller   | Svizzera      | (7)  | (6)  | 4    | 1    | 5    | 5    | (12)  | 175   |
| 5    | Jarno Bellens    | Belgio        | 4    | (5)  | 5    | (12) | 2    | (9)  | 2     | 175   |
| 6    | Niels Vandeputte | Belgio        | (10) | 8    | (25) | (10) | 3    | 6    | 1     | 161   |
| 7    | Ryan Kamp        | Paesi Bassi   | 2    | (7)  | (14) | 2    | (9)  | 7    | 7     | 156   |
| 8    | Ryan Cortjens    | Belgio        |      | (12) | 7    | 4    | (22) | 2    | 10    | 140   |
| 9    | Ben Tulett       | Gran Bretagna | 16   | 16   |      | 3    | 4    |      | (Rit) | 115   |
| 10   | Luke Verburg     | Paesi Bassi   | (17) | 4    | 6    | (37) | 11   | (22) | 16    | 105   |